# Docalidia oreillyi
Docalidia oreillyi är en insektsart som beskrevs av Nielson 1979. Docalidia oreillyi ingår i släktet Docalidia och familjen dvärgstritar. Inga underarter finns listade i Catalogue of Life.